# Marion Laborde
Marion Laborde (nacida en 1986) es una jugadora de baloncesto profesional francesa. Ella juega en la selección nacional de baloncesto femenino de Francia. Ha competido en los Juegos Olímpicos de 2012. Ella es de 1.78 m (5 pies 10 pulgadas) de altura.